# 衡州路
衡州路，元朝的路。
至元十四年（1277年）改衡州置，治所在衡阳县（今湖南省衡阳市）。属湖广等处行中书省。辖境相当今湖南省安仁、炎陵县和衡阳等市县地。十五年至十八年间曾为湖南道宣慰司治。至正二十四年（1364年）改为衡州府。